# Marcus Robatsch
Marcus Robatsch (* 12. November 1971) ist ein Fechter aus Österreich.
Als erster Österreicher nach Roland Losert, der den Titel 1971 erwarb, gewann er  2002 in Innsbruck ein Degen-Weltcupturnier in Europa. Vorausgegangen waren dem ein Trainerwechsel 2001 und die Herstellung eines professionellen Umfeldes. Hierdurch gelang Robatsch in kurzer Zeit eine enorme Leistungssteigerung, die zu einem Sprung von Rang 232 auf Rang 12 der Weltrangliste führte.
Inzwischen zog  sich Marcus Robatsch  aus dem Leistungssport zurück.

## Sportliche Erfolge

### Vor 2002
- 4facher Österreichischer Jugendmeister Florett und Degen 1985
- Österr. Juniorenmeister Florett und Degen 1990
- Junioren-WM-Teilnahme 88, 90 und 91
- WC Basel 7. Platz, Catania 8. Platz, Junioren Degen
- Vereinswechsel 1992 zur Turnerschaft Innsbruck
- Staatsmeister Degen Einzel 1995, Mannschaft 93/95/96/97/98/99/00/02
- Europacup Heidenheim 7. (98), 5. (99), 3. (2000) Mannschaft
- Militär Weltspiele 4. 1995 Mannschaft, 5. Militär-WM Bern 2002 Ma.
- Universiade 3. 1999 Mannschaft, WM 4. 1999 Mannschaft
- WC Bogota 1. 2000 Mannschaft, WC Gesamt 3. 2000 Mannschaft
- EM 6. 2000 Mannschaft, Olympische Spiele 10. 2000 Mannschaft
- Weltcup der Clubmannschaften 4. 2000, WC Sydney 2. 2001 Mannschaft
- WC-Gesamt 4. 2001 Mannschaft

### 2002
- WC Einzel: 1. Innsbruck, 2. Tunis, 5. Mashad, 8. Bogota, 9. Sydney, 10. Stockholm
- WC Mannschaft: 1. Sydney, Weltrangliste 2. 1. Gesamtweltcup

### 2003
- 1. WC GP Bogota, 5. Buenos Aires, 5. Carolina, 2. WC London

### 2004
- 5. WC Taiwan, 3. WC Teheran, 5. Carolina, 10. Havanna, GP Bogota 5., London 2., Bratislava 5., Doha 9.

### 2005
- 2. WC GP Paris, 6. EM Zalaegerszeg

### 2006
- 5. GP Bern, 8. EM Izmir Mannschaft

## Erfolge als Trainer
- 1978 bis 1992 Karl Robatsch
- 1992 bis 2001 Jerzy Konczalski
- seit 2001 Ernst Schönthaler und Alexej Bilokopitov.

| Personendaten    | Personendaten            |
| ---------------- | ------------------------ |
| NAME             | Robatsch, Marcus         |
| KURZBESCHREIBUNG | österreichischer Fechter |
| GEBURTSDATUM     | 12. November 1971        |